# Glycera cinnamomea
Glycera cinnamomea är en ringmaskart som beskrevs av Grube 1874. Glycera cinnamomea ingår i släktet Glycera och familjen Glyceridae. Inga underarter finns listade i Catalogue of Life.